# 柔嫩狸藻
柔嫩狸藻（学名：Utricularia tenella）为狸藻属陆生食虫植物。其种加词“tenella”来源于拉丁文“tenellulus”，意为“纤巧，小”，指其植株的质地。柔嫩狸藻分布于澳大利亚的西澳大利亚州、南澳大利亚州、维多利亚州及塔斯马尼亚州。

## 外部連結
- 食虫植物照片搜寻引擎中柔嫩狸藻的照片 （页面存档备份，存于）

 维基共享资源上的相關多媒體資源：柔嫩狸藻
 維基物種上的相關：柔嫩狸藻